# 프라가 보헤마
프라가 보헤마(체코어: Praga Bohema)는 프라가에서 회사의 우승 89주년을 기념하기 위해 2023년부터 생산 중인 고성능 스포츠카이다.

## 사양
트랙 성능에 중점을 두고 있지만 뒷바퀴 아치에 있는 보관함과 내부의 알칸타리 스티칭과 같이 로드카로서의 유용성을 어느 정도 보존하는 몇 가지 기능을 유지한다.리치필드 엔지니어링은 닛산 GT-R과 공유되는 엔진을 몇 가지 수정하였다. VR38DETT의 습식 섬프 오일 시스템은 건식 섬프로 교체되었으며, 터보차저는 리치필드의 것으로 교체되어 6,000rpm 및 724 N·m (534 lb·ft) 3,000rpm에서 5,000rpm 사이이며 후면의 티타늄 배기구와 페어링된다.